# 393 (číslo)
Tři sta devadesát tři je přirozené číslo. Následuje po číslu tři sta devadesát dva a předchází číslu tři sta devadesát čtyři. Římskými číslicemi se zapisuje CCCXCIII a řeckými číslicemi τϟγ.

## Matematika
393 je:
- Deficientní číslo
- Složené číslo
- Nešťastné číslo
- Palindromické číslo

## Astronomie
- (393) Lampetia je planetka hlavního pásu, kterou objevil v roce 1894 Max Wolf

## Roky
- 393
- 393 př. n. l.